# ジョー・ワーナー
Joe Werner（ジョー・ワーナー、1984年2月13日 - ）は、アメリカ合衆国出身のバスケットボール選手である。ポジションはパワーフォワード。

## 来歴
ウィスコンシン大学ラクロス校で2003年から2007年までプレーした。
2007年、NFLのグリーンベイ・パッカーズのトレーニングキャンプに参加、プレシーズンゲームにも3試合出場した。ポジションはタイトエンド。同年8月24日にパッカーズから解雇され、ロースターには残れなかった。
その後、オーストラリアのキルシス・コブラ、ドイツのギーセン、オーストリアのウェルズでプレーした。
2012年8月、千葉ジェッツと契約を結んだ。2013年1月10日から16日の週間ローソン“Ponta”MVPに選ばれた。また冨山晋司ヘッドコーチからシーズン前半戦のチームMVPに指名された。平均19.8得点、11.4リバウンドをあげ、
46試合中44試合で二桁得点をあげ、31試合でダブルダブルをマークした。2013年7月、京都ハンナリーズと契約を結んだ。京都ではプレイオフ・ファイナルズ出場に貢献。
2014年オフ、富山グラウジーズに移籍。

## プレースタイル
フリースローの成功率が高い。